# Vandenboldina
Vandenboldina is een geslacht van kreeftachtigen uit de klasse van de Ostracoda (mosselkreeftjes).

## Soorten
- Vandenboldina droogeri, synoniem van Pseudoceratina droogeri